# Carl Josef Holzer
Carl Josef Holzer (* 7. September 1800 in Ehrenbreitstein; † 4. April 1885 in Trier) war ein katholischer Geistlicher und Reichstagsabgeordneter.

## Leben
Holzer besuchte das Gymnasium in Koblenz, studierte von 1819 bis 1823 Theologie an der Universität Bonn, wo er auch promoviert wurde. Er wurde 1823 in Speyer zum Priester geweiht und 1832–1849 Pfarrer in Koblenz-Liebfrauen, seit 1843 zugleich Schulrat bei der Regierung in Koblenz, 1848 trotz seiner progressiven Haltung Dompropst in Trier. Er stand dem Hermesianismus, der katholischen Aufklärung, nahe und publizierte 1845 ein Werk über die Trierer Weihbischöfe. 1866–1868 wirkte er als Offizial. Er war mehrfach Bischofskandidat.
Von 1849 bis 1850 war Holzer Mitglied der 1. Kammer, von 1856 bis 1862 und von 1867 bis 1874 war er Mitglied des Preußischen Abgeordnetenhauses. 1867 bis 1874 war er Mitglied des Reichstags, 1867 als Abgeordneter des konstituierenden Reichstags des Norddeutschen Bundes für den Wahlkreis Aachen 1 (Schleiden–Malmedy–Montjoie) und von 1867 bis 1870 und dann von 1871 bis 1874 für den Wahlkreis Trier 1 (Daun–Bitburg–Prüm). Im Konstituierenden Reichstag des Norddeutschen Bundes war er Mitglied der Fraktion der Freien Vereinigung an und als Reichstagsabgeordneter von 1871 bis 1874 schloss er sich keiner Fraktion an.
1873 erhielt er den Stern zum Roten Adlerorden II. Klasse für sein 50-jähriges Dienstjubiläum und 1879–1885 war er Mitglied des Herrenhauses. Er gehörte der Zentrumspartei an. Wegen seiner kirchenpolitischen Haltung, Unterstützung der preußischen Regierung und Personalpolitik stand er im Gegensatz zu den Trierer Geistlichen. 1883 wurde er zum Ehrenbürger von Trier ernannt.

## Schriften
- De Proepiscopis Treverensibus sive Archiepiscoporum Trevirensium in pontificale munere expositio historica. Dubois, Koblenz 1845 (online bei Google Books).